# 山口達也
山口達也（日語：やまぐち たつや，1972年1月10日—），日本貝斯手、演員、主持人、詞曲創作者，曾隸屬於傑尼斯事務所旗下團體TOKIO，負責演奏貝斯。2018年，山口達也和經紀公司傑尼斯正式解約。

## 簡歷
山口達也早在小傑尼斯時期（1989年）就與城島茂組成『城島茂Band』，後來改名『TOKIO BAND』，成為TOKIO的前身。1994年正式出道後一直活躍於各種演藝領域。他過去曾因易胖體質藉著節目企劃減重成功，再加上喜愛衝浪露營等戶外活動，現已練就一身健壯的體格。1997年，山口參加日本電視台《24小時電視：愛心救地球》活動，成功跑完「100公里慈善馬拉松」，也曾數次參加『No.1運動員決定戰』節目的「藝人Survival戰鬥」單元，成績名列前茅。而且，他在TOKIO自己的節目『鐵腕!DASH!!』展現過熟練的手工藝、建築木工技術，常以過人的體力完成各種任務，運動好手、體格強健的印象深植人心，形象陽光健康。
2008年3月8日，山口達也在日本武道館TOKIO演唱會上向歌迷宣佈已於同日早上結婚，對象是相戀多年、小他5歲的前模特兒。同年5月6日，長男誕生，成為TOKIO中第一位婚後當爸爸的成員。
2010年9月17日次男於東京都內醫院誕生；2016年8月5日宣佈與結婚8年的模特兒妻子離婚。
2018年4月25日，山口達也涉嫌酒后在自己家中猥褻高中女生，被日本警方提送检方侦办，他所主持的NHK节目《R的法則》宣布暂停播出。4月26日下午，他召開記者會流淚致歉，傑尼斯事務所亦宣布其演藝事業無限期停止。5月6日傑尼斯事務所傳真給各大媒體，表示山口達也直接向事務所表達強烈退團意願。傑尼斯社長強尼•喜多川與TOKIO團長城島茂商量後，決定接受其退團請求，且與之解約。
2020年9月，山口達也在東京練馬區發生交通意外，他騎著機車撞上正在等紅燈的一輛汽車，雖然現場無人受傷，但他被發現滿身酒氣，檢測後確定酒精濃度超標，被警方以酒駕現行犯進行逮捕。

## 演出作品

### 電視劇

#### 連續劇
- 同學會（同窓會）1993年10月20日共10集／日本電視台／飾  嵐
- 長男之嫁（長男の嫁）1994年4月14日-7月7日／東京放送／飾  中村光三郎
- 星期五牛郎（夜に抱かれて）1994年10月19日-12月12日／日本電視台／飾  村上劍
- 來我家吧（部屋においでよ）1995年1月13日-3月24日／東京放送／飾  塩村ミキオ
- 百貨公司夏季物語（夏!デパート物語）1995年7月4日-9月19日／東京放送／飾  栗山良太
- 長男之嫁2（長男之嫁2-實家天國）1995年10月12日共11集／東京放送／飾  赤木光太
- 小兒科的春天（小児病棟・命の季節）1996年7月4日共11集／朝日電視台／飾  高岡里志
- 番茶も出花／1997年10月2日-1998年3月26日／東京放送／飾  丸田浩史
- 女保鑣（傷だらけの女"Body・Guard"）1999年4月13日-6月22日／富士電視台／飾  牧田修一
- Friends（フレンズ）2000年7月7日-9月15日／東京放送／飾  三浦修
- 演技者-黑色手帕（演技者。黒いハンカチーフ）2002年4月9日-5月7日／富士電視台／飾  神谷
- 紙牌女王（かるたクイーン）2003年1月共16集／NHK／飾  山崎亮平
- 演技者-安閒之家（演技者。やすらぎの家）2003年8月26日-10月7日／富士電視台／飾  葛西
- 與光同行（光とともに...）2004年4月14日-6月23日／日本電視台／飾  東雅人
- 考試之神（受験の神様）2007年7月14日-9月22日／日本電視台／飾  梅澤勇

#### 單篇
- 耀眼的愛（東芝日曜劇場  愛きらきら）1992年11月22日／東京放送
- 冷暖人間（渡る世間は鬼ばかり）1993年9月9日／東京放送／飾  利夫
- 生命事件簿-病例檔案（いのちの事件簿～ケースファイル）1997年3月29日／NHK／飾  新井誠
- SPEECHES（SPEECHes）1997年4月6日／富士電視台／飾  川崎聰
- 超能偵察員（DXD Dangerous Angel X Death Hunter）1997年／日本電視台／友情客串
- 女保鑣  特別篇（傷だらけの女"Body・Guard"SP）1999年12月28日／富士電視台／飾  牧田修一
- 坂本九物語（上を向いて歩こう 坂本九物語）2005年8月21日／東京電視台／飾  坂本九
- 女人一代記 惡女的一生～杉村春子（女の一代記 悪女の一生～芝居と結婚した女優・杉村春子の生涯）

2005年11月26日／富士電視台／飾  長廣岸郎
- 林家三平物語（林家三平ものがたり　おかしな夫婦でどーもスィマセーン！）

2006年8月20日／東京電視台／飾  林家三平
- 勇氣（ユウキ）2006年8月26日／日本電視台「24小時電視Special Drama」／飾  ジュンジ

### 綜藝節目

#### 現在
- 鐵腕DASH（ザ!鉄腕!DASH!!）（日本電視台）
- TOKIOカケル（富士電視台）
- Rの法則（NHK教育電視台）
- 幸せ!ボンビーガール（日本電視台）
- ZIP!（日本電視台）

#### 過去
- Mentore Training (メントレG的前身)
- 5LDK （富士電視台）
- SportsPartyただいま夢中!
- Toki-Kin (和KinKi Kids一起主持)
  - KINKI：KinKi大冒险 （曰本电视台：1996年4月7日至1996年9月29日）
  - KinKi大放送 （曰本电视台：1996年10月6日至1998年3月29日）
  - 如果输了那可不行 （富士电视台：1996年10月14日至1997年3月17日）
  - Toki-kin快车！喜欢的事 （东京放送：1996年10月16日至1997年3月12日）
- 東京小子（メントレG）（富士電視台）
  - 在台灣播出時的名稱有「東京小子G情報」（三立都會台）、「算命大師」（TVBS）、「東京小子」（國興衛視）
- C・C・C　Car・Crash・Club（2001年4月）TBS
- P・P・P（2001年10月）TBS
- 瞄準捧花!（ブーケをねらえ!／2002年10月3日-2003年12月）TBS
- 天（2002年4月-9月）TBS
- ONE-MANS（おネエ★MANS）（日本電視台）

### 電影
- 首領を殺った男（1994年）
- 史上最大作弊戰爭（That's カンニング! 史上最大の作戦?／1996年）飾　木村見次

與安室奈美惠共同主演
- 功夫熊猫<日語吹替版>（2008年）飾　阿寶

### 廣播
- TOKIO WALKER（NACK5）

## 文章・出版物
- こっち向いてじゅのん（主婦生活出版社）
- 山口達也 SURFIN' FREE STYLE（日之出出版）

## 關聯項目
- 傑尼斯事務所
- J-FRIENDS
- TOKIO團員：
  - 城島茂
  - 国分太一
  - 松岡昌宏
  - 長瀨智也